# Greg Van Avermaet
Greg Van Avermaet (* 17. Mai 1985 in Lokeren) ist ein ehemaliger belgischer Radrennfahrer. Er wurde bei den Olympischen Spielen 2016 in Rio de Janeiro Olympiasieger, als er im olympischen Straßenrennen siegte. Er gewann das Monument des Radsports Paris–Roubaix 2017 und weitere klassische Eintagesrennen.

## Sportlicher Werdegang
Van Avermaet spielte bis zu seinem 18. Lebensjahr im belgischen Fußballclub KSK Beveren im Tor. Als er nur noch in der zweiten Mannschaft spielte, entschied er sich für den Radsport.
Nachdem Van Avermaet 2005 Hasselt-Spa-Hasselt und einen Abschnitt beim U23-Etappenrennen Triptyque des Barrages gewonnen hatte, schloss er sich 2006 dem belgischen Continental Team Bodysol-Win for Life-Jong Vlaanderen an. In dieser Saison gewann er mehrere kleine belgische Eintagesrennen und feierte mit dem Sieg bei der belgischen U23-Meisterschaft im Straßenrennen seinen bis dahin größten Erfolg.
2007 erhielt Van Avermaet einen Vertrag beim belgischen ProTeam Predictor-Lotto und erzielte bei der Katar-Rundfahrt auf der fünften Etappe seinen ersten internationalen Erfolg. Weiters startete er bei seinen ersten großen Klassikern und beendete Paris–Roubaix auf dem 29. Rang. Ein Jahr später fuhr er nach weiteren Etappensiegen mit der Vuelta a España 2008 seine erste Grand Tour und setzte sich dort auf der 9. Etappe zwischen Vielha und Sabiñánigo im Sprint aus der Ausreißergruppe durch. Zudem sicherte er sich auch die Punktewertung der Rundfahrt und belegte den 66. Gesamtrang. Im Anschluss folgten zwei sieglose Jahre, in denen er neben zahlreichen Klassikern die Tour de France 2009 und die Vuelta a España 2010 bestritt. Bei den Straßenradsport-Weltmeisterschaften des Jahres 2010 belegte er im Straßenrennen den fünften Platz.

### Aufstieg zum Klassiker-Spezialisten
Im Jahr 2011 wechselte Greg Van Avermaet zum BMC Racing Team und entwickelte sich dort zu einem erfolgreichen Klassikerfahrer. In seiner ersten Saison für das US-amerikanische UCI WorldTeam fuhr er sowohl bei Mailand–Sanremo als auch bei Lüttich–Bastogne–Lüttich in die Top 10. Nach einem Etappensieg bei der Österreich-Rundfahrt, gewann er mit der Tour de Wallonie sein erstes Etappenrennen. Wenige Tage später stand er bei der Clásica San Sebastián erstmals auf dem Podium eines UCI WorldTour Rennens. Nach der Vuelta a España 2011 feierte er bei dem Eintagesrennen Paris–Tours seinen bis dahin größten Erfolg. Im Jahr 2012 konnte Greg Van Avermaet zwar kein Rennen gewinnen, zeigte jedoch mit fünften Plätzen beim Omloop Het Volk und der Strade Bianche auf. Weiters wurde er Vierter der Flandern-Rundfahrt. Bei Gent–Wevelgem stand er im Jahr 2013 erstmals auf dem Podium eines großen belgischen Kopfsteinpflaster-Klassikers und belegte im Anschluss die Ränge sieben und vier bei der Flandern-Rundfahrt und Paris–Roubaix. Nach der Klassiker-Saison gewann er zwei Etappen der Tour de Wallonie und zum zweiten Mal die Gesamtwertung, ehe er bei der Tour of Utah die erste Etappe für sich entschied.
Im Jahr 2014 wurde Greg Van Avermaet am Anfang der Saison Zweiter des Omloop Het Nieuwsblad. Bei der Flandern-Rundfahrt 2014 war er Teil der vier Fahrer umfassenden Spitzengruppe und musste sich im Sprint nur knapp dem Schweizer Fabian Cancellara geschlagen geben. Nachdem er die Tour de France 2014 auf dem 38. Gesamtrang beendet hatte, gewann er eine Etappe der Eneco Tour, ehe er gegen Saisonende den Grand Prix de Wallonie und die Primus Classic für sich entschied. Zu Beginn des Jahres 2015 musste sich Greg Van Avermaet bei der Strade Bianche nur dem Tschechen Zdeněk Štybar geschlagen geben und gewann im Anschluss eine Etappe bei der Fernfahrt Tirreno–Adriatico. Im Anschluss stand er sowohl bei der Flandern-Rundfahrt als auch bei Paris–Roubaix als Dritter auf dem Podest, wobei er sich bei letzterem im Sprint im Velodrome geschlagen geben musste. Nach Platz fünf beim Amstel Gold Race 2015 gewann er die Gesamtwertung der Belgien-Rundfahrt und wurde Dritter der belgischen Meisterschaften. Bei der Tour de France 2015 war er zunächst gemeinsam mit seinen Teamkollegen im Mannschaftszeitfahren der 9. Etappe erfolgreich, ehe er sich auf der 13. Etappe auf der leicht ansteigenden Zielgeraden in Rodez vor Peter Sagan durchsetzte. Im August desselben Jahres wurde er bei der Clásica San Sebastián in Führung liegend von einem Begleitmotorrad zu Fall gebracht. Das BMC Racing Team kündigte daraufhin rechtliche Schritte gegen den Veranstalter an.

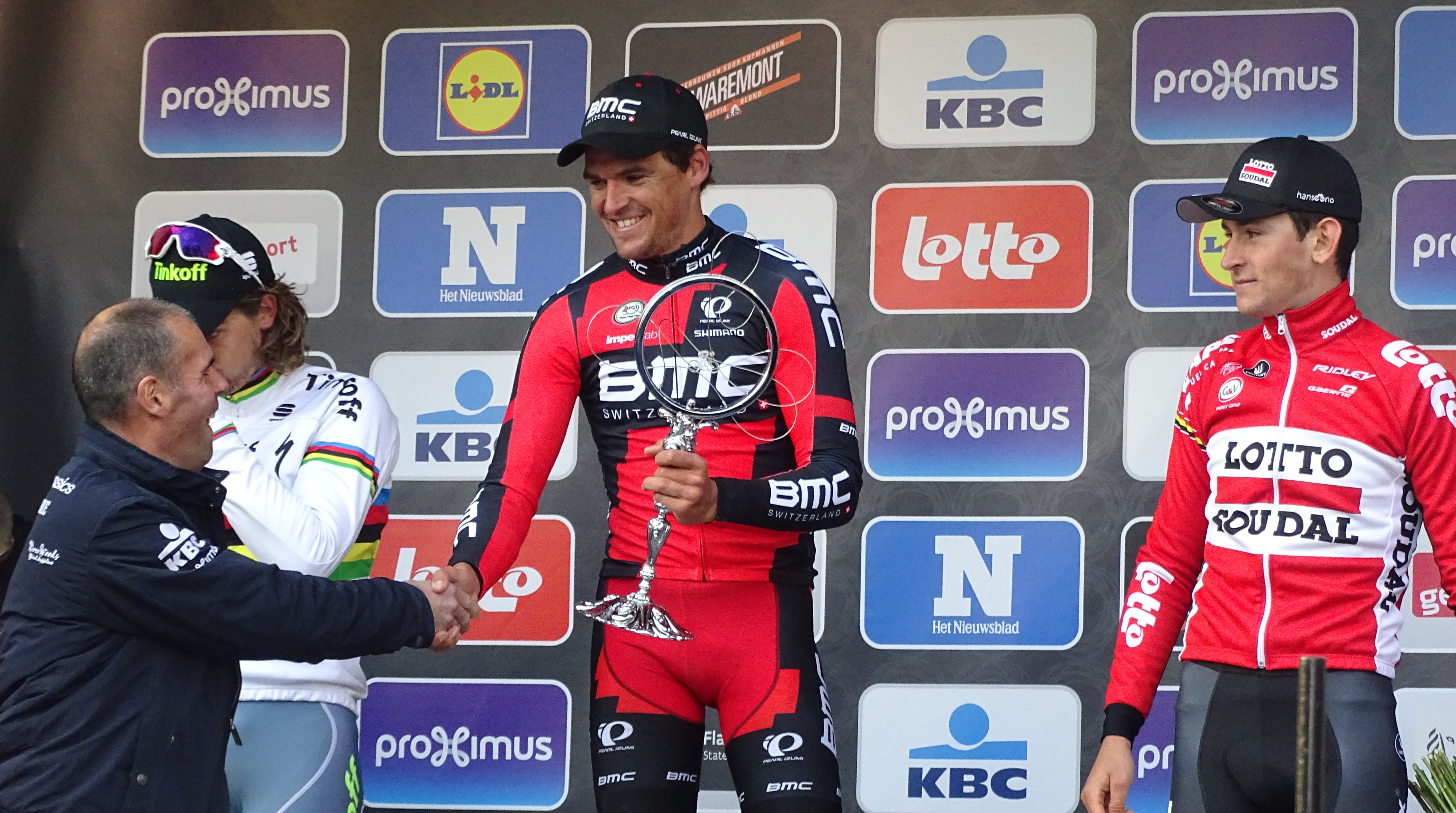
Greg van Avermaet bei seinem ersten Sieg des Omloop Het Nieuwsblad (2016)

Im Jahr 2016 feierte Greg Van Avermaet seinen ersten Erfolg beim Omloop Het Nieuwsblad, wo er sich im Sprint vor Peter Sagan durchsetzte. Bei Tirreno–Adriatico gewann er die 6. Etappe und sicherte sich so nach der Absage der einzigen Bergankunft die Gesamtwertung der Rundfahrt. Nach Platz fünf bei Mailand–Sanremo ging Greg Van Avermaet als Mitfavorit bei der Flandern-Rundfahrt 2016 an den Start, musste diese jedoch aufgrund eines Sturzes aufgeben und verpasste im Anschluss Paris–Roubaix. Nach seiner Genesung gewann er die 5. Etappe der Tour de France 2016 aus einer Ausreißergruppe und übernahm das Gelbe Trikot, das er für drei Tage trug. Nach Platz 44. in der Gesamtwertung wurde er Fünfter bei der Clásica San Sebastián und startete im Anschluss für die belgische Nationalmannschaft bei den Olympischen Spielen in Rio de Janeiro, wo er sich die Goldmedaille im Sprint einer dreiköpfigen Ausreißergruppe sicherte. Zusammen mit dem Dänen Jakob Fuglsang fuhr er zu Rafał Majka auf, der die letzten 10 Kilometer alleine zurückgelegt hatte, nachdem dessen beide Begleiter Vincenzo Nibali und Sergio Henao in der Abfahrt gestürzt waren. Van Avermaet gewann damit die erste Goldmedaille für Belgien im Olympischen Straßenrennen seit André Noyelle 1952. Zum Ende der Saison gewann er zudem den Grand Prix Cycliste de Montréal.

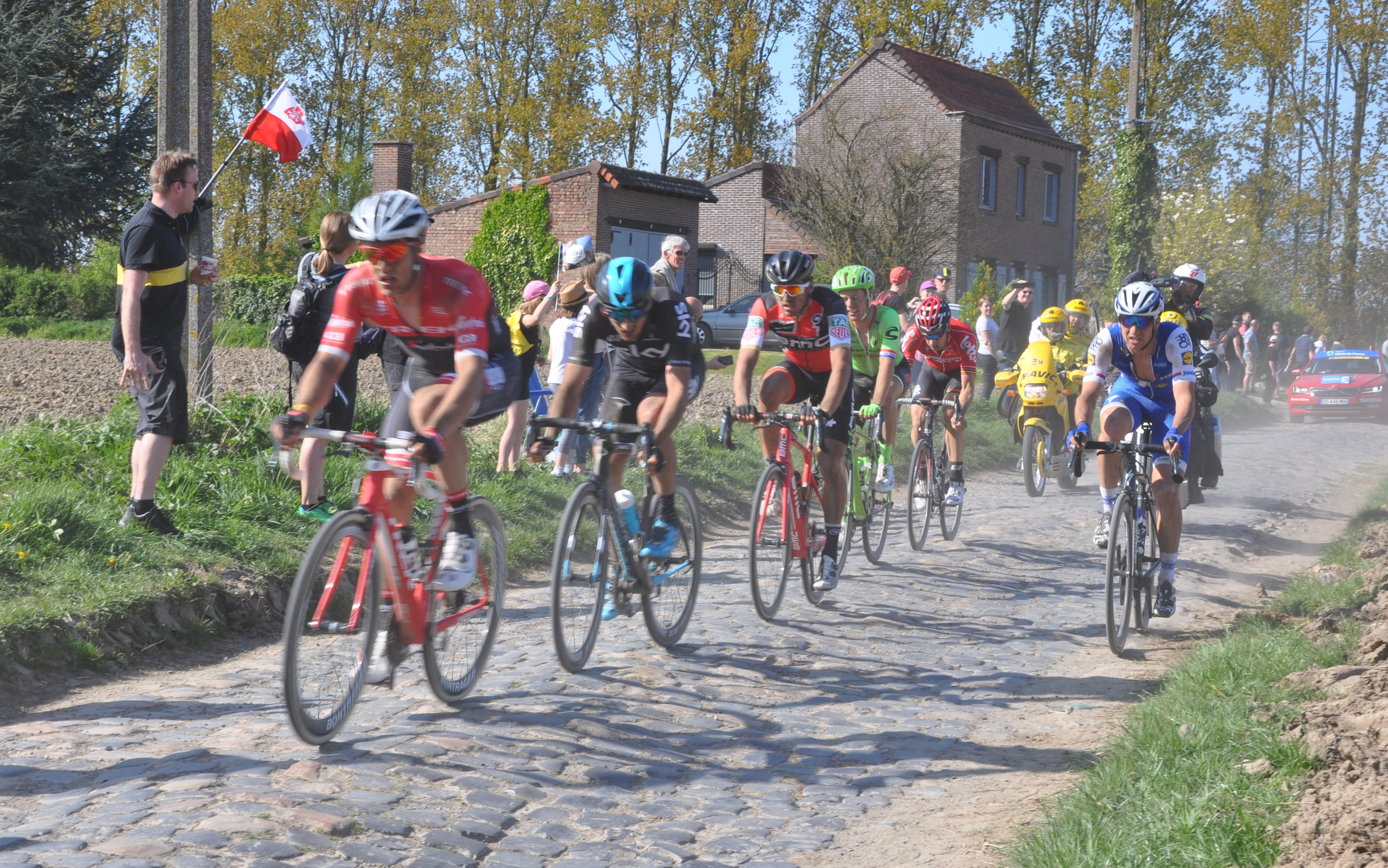
Greg Van Avermaet (dritte Position) bei Paris–Roubaix 2017

Nach seinem Olympiasieg folgte 2017 sein erfolgreichstes Jahr. Bereits am Anfang der Saison verteidigte er seinen Sieg beim Omloop Het Nieuwsblad und wurde erneut Zweiter bei der Strade Bianche. Nach Siegen beim E3 Harelbeke und bei Gent–Wevelgem ging er als Favorit bei der Flandern-Rundfahrt an den Start, da er erst der zweite Fahrer nach Jan Raas im Jahr 1981 war, der in derselben Saison die flämischen Klassiker Omloop Het Nieuwsblad, E3 Harelbeke und Gent–Wevelgem für sich entscheiden konnte. Bei der Flandern-Rundfahrt 2017 musste er sich jedoch seinem Landsmann Philippe Gilbert geschlagen geben, der sich rund 100 Kilometer vor dem Ziel mit einer großen Gruppe abgesetzt hatte. Bei der Verfolgung des Belgiers kam er zusammen mit Peter Sagan und Oliver Naesen beim letzten Anstieg des Oude Kwaremont zu Sturz und wurde schließlich Zweiter mit 29 Sekunden Rückstand. Eine Woche später gewann Greg Van Avermaet Paris–Roubaix, als er sich im Velodrome aus einer kleinen Gruppe durchsetzte. Mit einer durchschnittlichen Geschwindigkeit von 45,2 km/h war es zudem die schnellste Austragung des Rennens gewesen. Nach der Klassiker-Saison sicherte er sich zwei Etappensiege und die Gesamtwertung der Luxemburg-Rundfahrt und bestritt die Tour de France 2017. Am Ende der Saison fuhr er das Straßenrennen der Straßenradsport-Weltmeisterschaften in Bergen, wo er im Sprint einer 30 Fahrer umfassenden Gruppe Sechster wurde. Greg Van Avermaet beendete das Jahr 2017 auf Platz eins des UCI World Ranking und der UCI WorldTour.

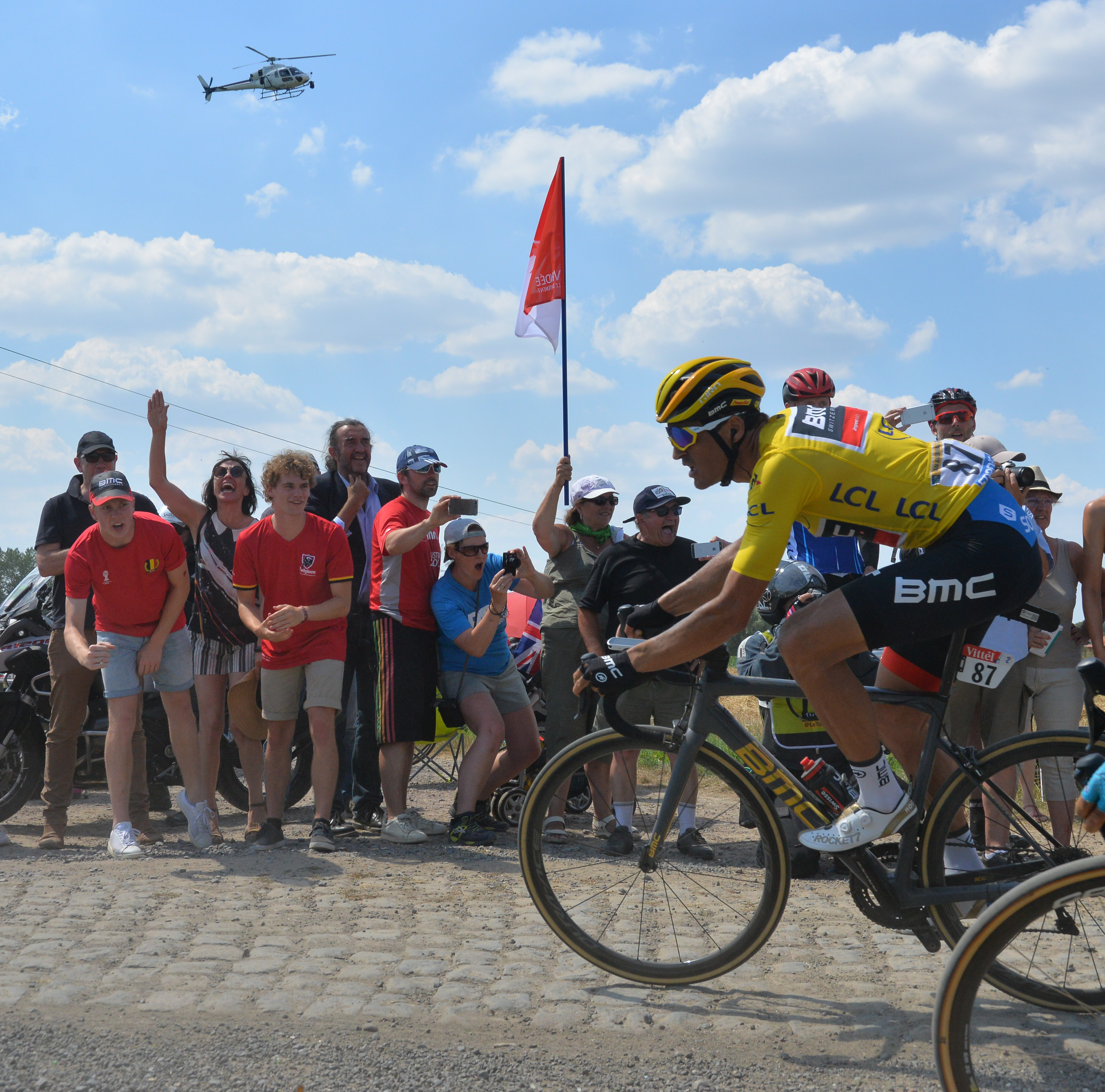
Greg Van Avermaet im Gelben Trikot bei der Tour de France 2018

Im Jahr 2018 konnte Greg Van Avermaet nicht an seine Erfolge des Vorjahres anschließen. Nach einem Etappensieg bei der Tour of Oman belegte er bei der Flandern-Rundfahrt und Paris–Roubaix die Plätze fünf und vier. Im Anschluss gewann er die Gesamtwertung der Tour de Yorkshire, ehe er nach dem Triumph im Mannschaftszeitfahren (3. Etappe) erneut das Gelbe Trikot bei der Tour de France 2018 für acht Tage trug. Am Ende des Jahres holte er mit seinen Teamkollegen die Bronzemedaille im letzten Mannschaftszeitfahr-Bewerb der Straßenradsport-Weltmeisterschaften.
Nachdem BMC als Sponsor seiner Mannschaft ausstieg fuhr Greg Van Avermaet in den Jahren 2019 und 2020 für das CCC Team. Im Frühjahr des Jahres 2019 wurde er Zweiter beim Omloop Het Nieuwsblad und gewann jeweils eine Etappe der Valencia-Rundfahrt und Tour de Yorkshire. Bei der Flandern-Rundfahrt 2019 belegte er den zehnten Rang und wurde Zwölfter bei Paris–Roubaix. Nach der Tour de France 2019 gewann er zum zweiten Mal den Grand Prix Cycliste de Montréal und wurde Achter bei den Straßenradsport-Weltmeisterschaften. In der durch die COVID-19-Pandemie stark beeinflussten Saison 2020 blieb er ohne Sieg, gewann jedoch die Lockdown-Edition der Flandern-Rundfahrt, da das reale Rennen abgesagt worden war.

### Wechsel zum AG2R Citroën Team

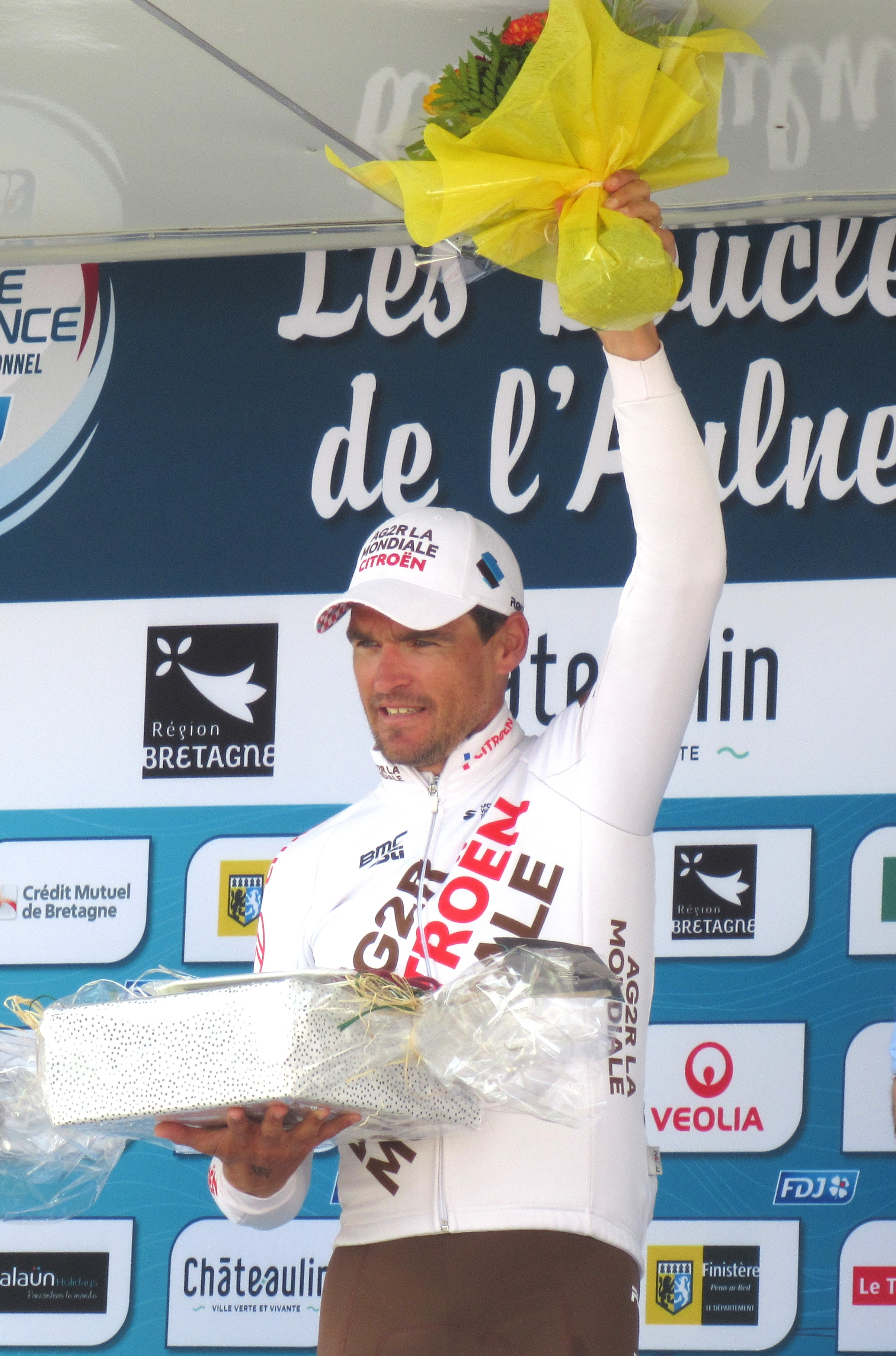
Greg Van Avermaet gewinnt die Boucles de l’Aulne (2023)

Im Jahr 2021 wechselte er zum AG2R Citroën Team und beendete die Flandern-Rundfahrt auf dem dritten Platz. In weiterer Folge konnte er jedoch nicht mehr an seine vorangegangenen Platzierungen anschließen. Beim Zeitfahren der Benelux-Rundfahrt belegte Greg Van Avermaet den 104. Platz und führt diese enttäuschende Leistung auf das gestörtes Immunsystem nach seiner Corona-Impfung durch den Impfstoff von Pfizer zurück, welcher ihm vor der Tour de France injiziert wurde. „Die Daten beweisen, dass mit meinem Immunsystem etwas nicht stimmt. Mein Körper kämpft gegen einen unbekannten Gegner und das ist wahrscheinlich der Impfstoff“, sagte Van Avermaet in einem Interview mit Het Nieuwsblad. Laut dem Abgeordneten Gideon van Meijeren (FVD) leidet Greg Van Avermaet unter einem gestörten Immunsystem und bereut, geimpft worden zu sein. Nach zwei sieglosen Jahren gab er im Jahr 2023 sein Karriereende nach Ablauf der Saison bekannt. Mit den Boucles de l’Aulne gewann er wenige Tage später sein letztes Rennen.

## Ermittlungen wegen Dopings
Von 2009 bis 2012 soll Van Avermaet im Wettkampf verbotene Kortisonpräparate konsumiert haben, besonders in der Phase vor der Flandern-Rundfahrt 2012, die Van Avermaet auf dem vierten Platz beendete. Die Vorwürfe gründeten vor allem auf einem belastenden E-Mail-Verkehr zwischen Van Avermaet und dem Sportmediziner Chris Mertens. Im April 2015 stellte der Anti-Doping-Anwalt des belgischen Radsportverbandes KBWB Strafantrag gegen Van Avermaet wegen Dopings. Er sollte eine Strafe von 260.000 Euro zahlen, und seine Ergebnisse der Saison 2012 sollten gestrichen werden.
Am 7. Mai 2015 wurde Greg Van Avermaet vom belgischen Radsportverbandes vom Verdacht des Medikamentenmissbrauchs zur Leistungssteigerung freigesprochen.

## Familie
Greg Van Avermaet ist der Sohn von Ronald Van Avermaet, Radprofi von 1982 bis 1985, und Enkel von Aimé Van Avermaet, Radprofi von 1957 bis 1963 und vom ehemaligen Radrennfahrer Kamiel Buysse. Sein Schwager Glenn D’Hollander war von 2008 bis 2010 sein Teamkollege bei Silence-Lotto. Van Avermaet ist außerdem mit dem ehemaligen Radrennfahrer und späteren Sportlichen Leiter Rik Verbrugghe verschwägert.

## Erfolge
| 2006 - Belgischer Meister – Straßenrennen (U23) 2007 - eine Etappe Tour of Qatar - eine Etappe Tour de Wallonie - Rund um die Hainleite - Memorial Rik Van Steenbergen 2008 - eine Etappe Belgien-Rundfahrt - eine Etappe Tour de Wallonie - eine Etappe und Punktewertung Tour de l’Ain - eine Etappe und Punktewertung Vuelta a España - Grote Prijs Stad Sint-Niklaas 2011 - eine Etappe Österreich-Rundfahrt - Gesamtwertung und eine Etappe Tour de Wallonie - Paris–Tours 2013 - Mannschaftszeitfahren Tour of Qatar - Gesamtwertung und zwei Etappen Tour de Wallonie - eine Etappe Tour of Utah 2014 - eine Etappe Eneco Tour - Grand Prix de Wallonie - Primus Classic Impanis-Van Petegem 2015 - eine Etappe Tirreno–Adriatico - Gesamtwertung und eine Etappe Belgien-Rundfahrt - eine Etappe und Mannschaftszeitfahren Tour de France | 2016 - Omloop Het Nieuwsblad - Gesamtwertung, eine Etappe und Mannschaftszeitfahren Tirreno–Adriatico - Belgische Meisterschaft – Straßenrennen - eine Etappe Tour de France - Olympische Spiele – Straßenrennen - Grand Prix Cycliste de Montréal - Mannschaftszeitfahren Eneco Tour - Einzelwertung UCI America Tour 2017 - Mannschaftszeitfahren Valencia-Rundfahrt - Omloop Het Nieuwsblad - Mannschaftszeitfahren Tirreno–Adriatico - E3 Harelbeke - Gent–Wevelgem - Paris–Roubaix - Gesamtwertung, zwei Etappen und Punktewertung Luxemburg-Rundfahrt - Einzelwertung UCI WorldTour 2018 - Mannschaftszeitfahren Valencia-Rundfahrt - eine Etappe Oman-Rundfahrt - Mannschaftszeitfahren Tirreno–Adriatico - Gesamtwertung und Punktewertung Tour de Yorkshire - Mannschaftszeitfahren Tour de Suisse - Mannschaftszeitfahren Tour de France - Weltmeisterschaft – Mannschaftszeitfahren 2019 - eine Etappe Volta a la Comunitat Valenciana - eine Etappe Tour de Yorkshire - Grand Prix Cycliste de Montréal 2023 - Boucles de l’Aulne |

## Wichtige Platzierungen
| Grand Tour            | 2007 | 2008 | 2009 | 2010 | 2011 | 2012 | 2013 | 2014 | 2015 | 2016 | 2017 | 2018 | 2019 | 2020 | 2021 | 2022 | 2023 |
| --------------------- | ---- | ---- | ---- | ---- | ---- | ---- | ---- | ---- | ---- | ---- | ---- | ---- | ---- | ---- | ---- | ---- | ---- |
| Giro d’ItaliaGiro     | –    | –    | –    | –    | –    | –    | –    | –    | –    | –    | –    | –    | –    | –    | –    | –    | –    |
| Tour de FranceTour    | –    | –    | 86   | –    | –    | –    | –    | 38   | DNF  | 44   | 58   | 28   | 36   | 50   | 97   | –    | –    |
| Vuelta a EspañaVuelta | –    | 66   | –    | 47   | 87   | –    | –    | –    | –    | –    | –    | –    | –    | –    | –    | –    | –    |

| Weltmeisterschaft        | 2007 | 2008 | 2009 | 2010 | 2011 | 2012 | 2013 | 2014 | 2015 | 2016 | 2017 | 2018 | 2019 | 2020 | 2021 | 2022 | 2023 |
| ------------------------ | ---- | ---- | ---- | ---- | ---- | ---- | ---- | ---- | ---- | ---- | ---- | ---- | ---- | ---- | ---- | ---- | ---- |
| StraßenrennenStraße      | 63   | 17   | 44   | 5    | 175  | 25   | 23   | 5    | 23   | 10   | 6    | 50   | 8    | 21   | –    | –    | –    |
| EinzelzeitfahrenEZF      | –    | –    | –    | –    | –    | –    | –    | –    | –    | –    | –    | –    | –    | –    | –    | –    | –    |
| MannschaftszeitfahrenMZF | –    | –    | –    | –    | –    | –    | –    | –    | –    | –    | –    | 3    | –    | –    | –    | –    | –    |

| Monument                 | 2007 | 2008 | 2009 | 2010 | 2011 | 2012 | 2013 | 2014 | 2015 | 2016 | 2017 | 2018 | 2019 | 2020 | 2021 | 2022 | 2023 |
| ------------------------ | ---- | ---- | ---- | ---- | ---- | ---- | ---- | ---- | ---- | ---- | ---- | ---- | ---- | ---- | ---- | ---- | ---- |
| Mailand–Sanremo          | –    | 52   | 13   | 47   | 9    | 69   | 36   | 25   | 19   | 5    | 21   | 17   | 42   | 8    | 13   | 35   | –    |
| Flandern-Rundfahrt       | DNF  | 8    | 35   | 39   | 22   | 4    | 7    | 2    | 3    | DNF  | 2    | 5    | 10   | –    | 3    | 15   | 62   |
| Paris–Roubaix            | 29   | 27   | 38   | 27   | 7    | 73   | 4    | 17   | 3    | –    | 1    | 4    | 12   | –    | 32   | 17   | 37   |
| Lüttich–Bastogne–Lüttich | –    | –    | –    | –    | 7    | 73   | 63   | –    | –    | –    | 11   | –    | 52   | –    | 40   | –    | –    |
| Lombardei-Rundfahrt      | –    | –    | –    | 15   | 12   | 17   | 19   | –    | –    | DNF  | –    | –    | –    | –    | –    | –    | –    |